# 携帯電獣テレファング
携帯電獣テレファング（けいたいでんじゅうテレファング）は2000年11月3日にスマイルソフトから発売された、携帯電話を題材としたロールプレイングゲーム。「パワーバージョン」と「スピードバージョン」の2バージョンが同時発売されている。

## 概要
発売された時期によく見かけられた「ポケモン風ゲーム」の1つだが、電獣（モンスター）と意気投合した後、お互いの電話番号を登録することで初めて仲間になるという、単純な「ポケモン風ゲーム」にとどまらない独創的な作風で話題を集めた。戦闘になった際に電話をかければ電獣を呼び出せるが、「忙しいからちょっと遅れる」と言いだして駆けつけるのに時間がかかる場合もあったりと、本当に誰かと待ち合わせしているような感覚をシステム上で演出していた。

## 非公式の英語版
本作の「パワーバージョン」と「スピードバージョン」は非公式の英語版が作成されている。

本作は『ポケットモンスター』シリーズとは無関係ではあるものの、この英語版はPokémon Diamond（本作の「パワーバージョン」）およびPokémon Jade（同「スピードバージョン」）として売り出されており、Pokémon Jadeのパッケージにはポケモンでもテレファングに登場する電獣でもなく、『もののけ姫』の「シシガミ様」があしらわれていた一方、Pokémon Diamondには青い蛇のような謎の生物が描かれていた。

これら非公式の英語版は翻訳の精度の低さとクラッシュを引き起こすほど深刻なバグが含まれていることで知られている。

## 続編
2002年4月26日には続編「携帯電獣テレファング2」がゲームボーイアドバンス用に発売されている。